# 不動堂町
不動堂町（ふどうどうまち）は、昭和29年（1954年）まで宮城県遠田郡中西部にあった町。現在の美里町の小牛田駅周辺にあたる。

## 沿革
- 明治22年（1889年）4月1日 - 町村制施行にともない、旧来の不動堂村単独で村制施行。
- 昭和25年（1950年）4月1日 - 町制施行し、不動堂町となる。
- 昭和29年（1954年）4月1日 - 小牛田町・北浦村・中埣村と合併し、新制の小牛田町となる。

## 行政

### 歴代村長
- 後藤敏康

| 代 | 氏名       | 就任                       | 退任                       | 備考 |
| -- | ---------- | -------------------------- | -------------------------- | ---- |
|    | 加藤豹五郎 | 昭和8年（1933年）2月18日   | 昭和14年（1939年）8月17日  |      |
|    | 小松陽之進 | 昭和15年（1940年）2月12日  | 昭和15年（1940年）9月19日  |      |
|    | 大友高治   | 昭和15年（1940年）11月11日 | 昭和16年（1941年）3月31日  |      |
|    | 袖井開     | 昭和16年（1941年）11月1日  | 昭和18年（1943年）11月4日  |      |
|    | 後藤康年   | 昭和19年（1944年）1月16日  | 昭和21年（1946年）11月19日 |      |
|    | 桜井久治   | 昭和22年（1947年）4月5日   | 昭和24年（1949年）         |      |
|    | 佐々木英信 | 昭和24年（1949年）9月25日  | 昭和25年（1950年）3月31日  |      |

### 歴代町長
| 代 | 氏名       | 就任                     | 退任                      | 備考         |
| -- | ---------- | ------------------------ | ------------------------- | ------------ |
| 1  | 佐々木英信 | 昭和25年（1950年）4月1日 | 昭和29年（1954年）3月31日 | 村長より留任 |

## 交通

### 鉄道
- 国鉄東北本線・陸羽東線・石巻線：小牛田駅